# L.C. Brinck-Seidelin
Ludvig Christian Brinck-Seidelin (født 20. december 1787 på Eriksholm, Ågerup Sogn, død 14. juli 1865 i København) var en dansk departementschef, godsejer og landøkonomisk forfatter, far til Johan Christian Brinck-Seidelin.

## Uddannelse og embedskarriere
Han hørte til en slægt, der blev adlet 1752; forældrene var konferensråd Hans de Brinck-Seidelin og Mariane Magdalene født Eichel Bartholin. 1806 blev Brinck-Seidelin student, 1812 juridisk kandidat og året efter auskultant i Rentekammeret, 1815 amtsforvalter for Hjørring Amtstuedistrikt, og samme år ægtede han 30. december på Frederiksberg Maria Elisabeth Krag (29. maj 1790 i København - 19. april 1874 på Frederiksberg), datter af tjener hos grev Schimmelmann Johan Krag (død 1802) og Anne Kirstine Hansdatter (død tidligst 1808). Som amtsforvalter virkede Brinck-Seidelin i 30 år, til han i 1845 udnævntes til generaldecisor og chef for det danske regnskabsvæsen i Rentekammeret. 1848 fortsatte han i Finansministeriet, hvor han 1860 blev chef for Revisionsdepartementet. Sin afsked fra statstjenesten tog han endelig 1862, og samtidig udnævntes han til Storkors af Dannebrogordenen; konferensrådstitelen havde han alt fået 1851, Ridderkorset 1840, Sølvkorset 1847 og Kommandørkorset 1856. Aggersborggård ved Løgstør ejede han 1838-46; 1861 arvede han det Brinck-Seidelinske Fideikommis.
Efter samtidige biografer at dømme turde Brinck-Seidelin næsten have været et mønster på en embedsmand: streng og samvittighedsfuld i tjenesten, retfærdig og human mod sine undergivne, velvillig, uegennyttig og hjælpsom mod Befolkningen; i de 30 år, han virkede som embedsmand i Hjørring Amt, vandt han da også i høj grad beboerne, der "næsten ærede ham som en Fader", og som generaldecisor hædredes han med et kgl. reskript, der i smigrende ord bevidnede ham den allerhøjeste tilfredshed med den hidtil ukendte orden og punktlighed, som han havde bragt ind i revisionen.

## Politiker og forfatter
Ikke blot som embedsmand, også som politiker og forfatter tog Brinck-Seidelin del i det offentlige liv; han var en af "de oplyste mænd", der 1832 udnævntes til at drøfte den påtænkte stænderforfatning, og 1834 valgtes han til deputeret for Aalborg. Han tog en ikke ringe del i stænderforsamlingens forhandlinger, 1840 fremlagde han således den aalborgske petition om en fri forfatnings indførelse og forfattede forsamlingens, i et mandigt og frimodigt sprog affattede, adresse til Christian VIII. Han blev valgt til Den Grundlovgivende Rigsforsamling for Hjørring Amts 5. kreds (Vrejlev); derimod havde han aldrig sæde i Rigsdagen eller Rigsrådet. Han var medlem af bestyrelsen for Selskabet for Trykkefrihedens rette Brug og var dettes formand 1848–50. 
Allerede tidligt optrådte Brinck-Seidelin som forfatter. 1816 udkom hans første afhandling: Var det gavnligt, om Forpagtningstiden af Bondejord var overladt til Kontrahenternes Tykke, og om Bøndergaardenes Størrelse var uindskrænket?, der ligesom hans næste større arbejde, den fortrinlige beskrivelse af Hjørring Amt (1828), var fremkaldt af Landhusholdningsselskabet og hædredes med dettes pris. I det første skrift kommer Brinck-Seidelin til det resultat, at der burde herske fuld sammenlægnings- og udstykningsfrihed, og ville end de færreste i vore dage underskrive dette resultat, læser man dog endnu med interesse og udbytte den livlig skrevne bog, om hvilken det med rette er sagt, at der igennem den går et frisk pust af de navnkundige bondevenners ånd fra den store landbokommission. Endvidere skrev han: Populair Fremstilling af det danske Skatte- og Afgiftsvæsen, der i 1840 blev udgivet af Selskabet for Trykkefrihedens rette Brug og er en udførlig redegørelse for skattesystemets virkemåde, dets historiske oprindelse og overensstemmelse med de statsøkonomiske principper. Må det sidste afsnit nødvendigvis nu synes os en del forældet, var dog skriftet et for sin tid værdifuldt forsøg på en redegørelse for det danske skattesystem. Endelig har Brinck-Seidelin til forskellige dag- og ugeblade leveret en række afhandlinger, af hvilke de fleste søger deres emne i landboforholdene.
Foruden embedsmandens, forfatterens og politikerens virksomhed udøvede han også meget andet arbejde: i forskellige selskaber, til fremme af kunst og poesi, i velgørende øjemed osv. Det var da et sjældent virksomt liv, der afsluttedes 14. juli 1865. Han er begravet på Frederiksberg Ældre Kirkegård.
Brinck Seidelins Gade i Hjørring er opkaldt efter ham.

## Gengivelser
- Portrætmaleri af C.W. Eckersberg 1832
- Afbildet på litografi 1844 efter tegning af L.A. Smith af stænderrepræsentanterne i Viborg
- Tegning af J.V. Gertner 1855 (Det Nationalhistoriske Museum på Frederiksborg Slot)
- Et fotografi er gengivet i litografi af I.W. Tegner & Kittendorff 1859 og i xylografi 1865 efter tegning af Henrik Olrik
- Afbildet på Constantin Hansens maleri Den Grundlovgivende Rigsforsamling (1860–64, Det Nationalhistoriske Museum på Frederiksborg Slot)